# Назаренко Богдан Анатолійович
Богда́н Анато́лійович Наза́ренко (нар. 4 грудня 1982 — пом. 15 березня 2016) — український військовик, солдат Збройних сил України, водій відділення управління взводу управління командира гаубичної самохідної артилерійської батареї 1 ОТБр, учасник російсько-української війни на сході України.

## Життєпис
Народився 4 грудня 1982 року в селищі Сосниця Чернігівської області у сім'ї Лідії Антонівни та Анатолія Федоровича Назаренків.
Після закінчення Сосницької загальноосвітньої школи І—III ступенів, нині Сосницька гімназія імені О.П.Довженка, де він навчався з 1989 по 1998 рік, Богдан Назаренко вступив до Сосницького сільськогосподарського технікуму бухгалтерського обліку, який з відзнакою закінчив у 2001 році за спеціальністю бухгалтерський облік.
Проходив строкову військову службу в лавах Збройних Сил України з 2001 по 2003 рік.
Після демобілізації працював на посаді помічника дільничного інспектора у Сосницькому РВ УМВС України в Чернігівській області до 2008 року.
У 2005 році завершив здобуття вищої освіти в Чернігівському регіональному інституті економіки і управління.
30 квітня 2015 року Богдан Назаренко був мобілізований до лав Збройних Сил України. Службу проходив водієм відділення управління взводу управління командира гаубичної самохідної артилерійської батареї військової частини В 1688 1 ОТБр у селищі Гончарівське Чернігівського району. Брав участь в антитерористичній операції.
Помер 15 березня 2016 року під час виконання службових обов'язків у районі міста Волноваха Донецької області.
Похований 18 березня 2016 року в рідному селищі Сосниця.
Без батька залишились діти Діана (нар. 2008) та Артем (нар. 2014), без чоловіка – дружина Раїса Ігорівна, без сина — Лідія Антонівна та Анатолій Федорович, без брата – Юрій Анатолійович.

## Вшанування пам'яті
15 березня 2017 року урочисто відкрито меморіальну дошку на честь Богдана Назаренка на фасаді Сосницької гімназії імені Олександра Довженка, в якій він навчався.